# Samuel Gueulette
Samuel Gueulette (Kigali, 19 mei 2000) is een Rwandees-Belgisch voetballer die sinds 2021 uitkomt voor RAAL La Louvière.

## Clubcarrière
Gueulette werd geboren in Rwanda als zoon van een Belgische vader en Rwandese moeder.
In 2019 ruilde hij de jeugd van KAA Gent voor AFC Tubize. Hij speelde er in zijn debuutseizoen veertien competitiewedstrijden in Eerste klasse amateurs, waarin hij een keer scoorde. In 2020 stapte hij over naar KSV Roeselare, maar dat avontuur was geen lang leven beschoren, want de West-Vlaamse club werd in september 2020 failliet verklaard. Pas in april 2021 vond hij met RAAL La Louvière een nieuwe club. In zijn eerste seizoen bij Les Loups werd hij meteen kampioen in Tweede afdeling.

## Interlandcarrière
Op 4 juni 2021 maakte hij zijn interlanddebuut voor Rwanda in een vriendschappelijke interland tegen de Centraal-Afrikaanse Republiek. Bondscoach Vincent Mashami liet hem starten en haalde hem tijdens de rust naar de kant.